# Meyer Typ 1000
Bei der Schiffsklasse Meyer Typ 1000 handelt es sich um eine von der Papenburger Meyer Werft gebaute Reihe von neun Passagierfähren für die staatliche indonesische Fährreederei Pelayaran Nasional Indonesia (PELNI).

## Geschichte
Bereits in den späteren 1950er und frühen 1960er Jahren baute Meyer eine Serie von fünf Kombischiffen für indonesische Rechnung. Anfang der 80er entstand in Papenburg ein Gastanker für Indonesien.
Indonesien, der größte Inselstaat der Welt, besteht aus insgesamt 17.508 Inseln, von denen 6.044 bewohnt sind. Hieraus ergibt sich ein großer Bedarf an sicheren und reibungslos funktionierenden Fährverbindungen für Passagiere und Fracht. Ein wichtiger Verkehrsträger zu Wasser ist die 1952 gegründete staatliche Fährreederei PELNI.
Nach mehreren Fährunglücken in Indonesien beschloss die Regierung 1981, den Fährverkehr zwischen den wichtigsten Inseln zu modernisieren und bei PELNI zu bündeln. Zum wichtigsten Schiffbauer dieses Flottenerneuerungsprograms wurde die Meyer-Werft. Zwischen 1983 und 2008 lieferte Meyer insgesamt 24 Passagierfähren der Typen 1000, 2000 und 3000 mit einer Passagierkapazität zwischen 1000 und 3000 Personen an PELNI, die im innerindonesischen Verkehr eingesetzt werden. Drei weitere, kleinere Fähren mit einer Fassungsvermögen von 500 Passagieren (Typ 500) wurden nach Entwürfen von Meyer bei einer indonesischen Werft gefertigt.

### Kontroverse um Entwicklungshilfe
Die Neubauten wurden regelmäßig durch Entwicklungshilfe der Bundesrepublik sowie der bundeseigenen KfW gefördert. Eine Untersuchung der KfW im Jahr 2007 ergab, dass das damit verbundene Ziel, "für die ärmere Bevölkerung Zugang zu Märkten sowie wichtigen öffentlichen Einrichtungen" zu schaffen, nicht erreicht worden sei. Die Auslastung der Fähren liege mit nur 61 Prozent "auf einem nicht mehr akzeptablem Niveau".
Schon 1993 wurde die Entwicklungshilfe zum Bau von Fähren für PELNI in einem für die Umweltschutzorganisationen BUND, NaBu und WWF erstellten Gutachten als verdeckte Subvention für Meyer bezeichnet.

## Beschreibung
Die Schiffe der Baureihe basieren auf einem einheitlichen Design des Rumpfes und der Aufbauten, wobei die Inneneinrichtung auf die jeweiligen Fahrtgebiete ausgelegt wurde, so dass die Zahl der zu befördernden Passagiere und weitere Parameter je nach Einsatzgebiet abweichen.
Der Rumpf ist 99,8 m lang und 18,0 m breit. Der maximale Tiefgang beträgt 4,2 m. Die Bruttoraumzahl liegt zwischen 5700 und 6000 GT. Angetrieben werden die Schiffe von jeweils 2 Dieselmaschinen mit einer Leistung von je 1600 kW. Sie erreichen Spitzengeschwindigkeiten zwischen 14 und 15 Knoten. Die Schiffe sind als reine Passagierfähren konzipiert, können also keine rollende Ladung an Bord nehmen. Die neueren Einheiten besitzen auf dem Vordeck Stellflächen für ISO-Container.

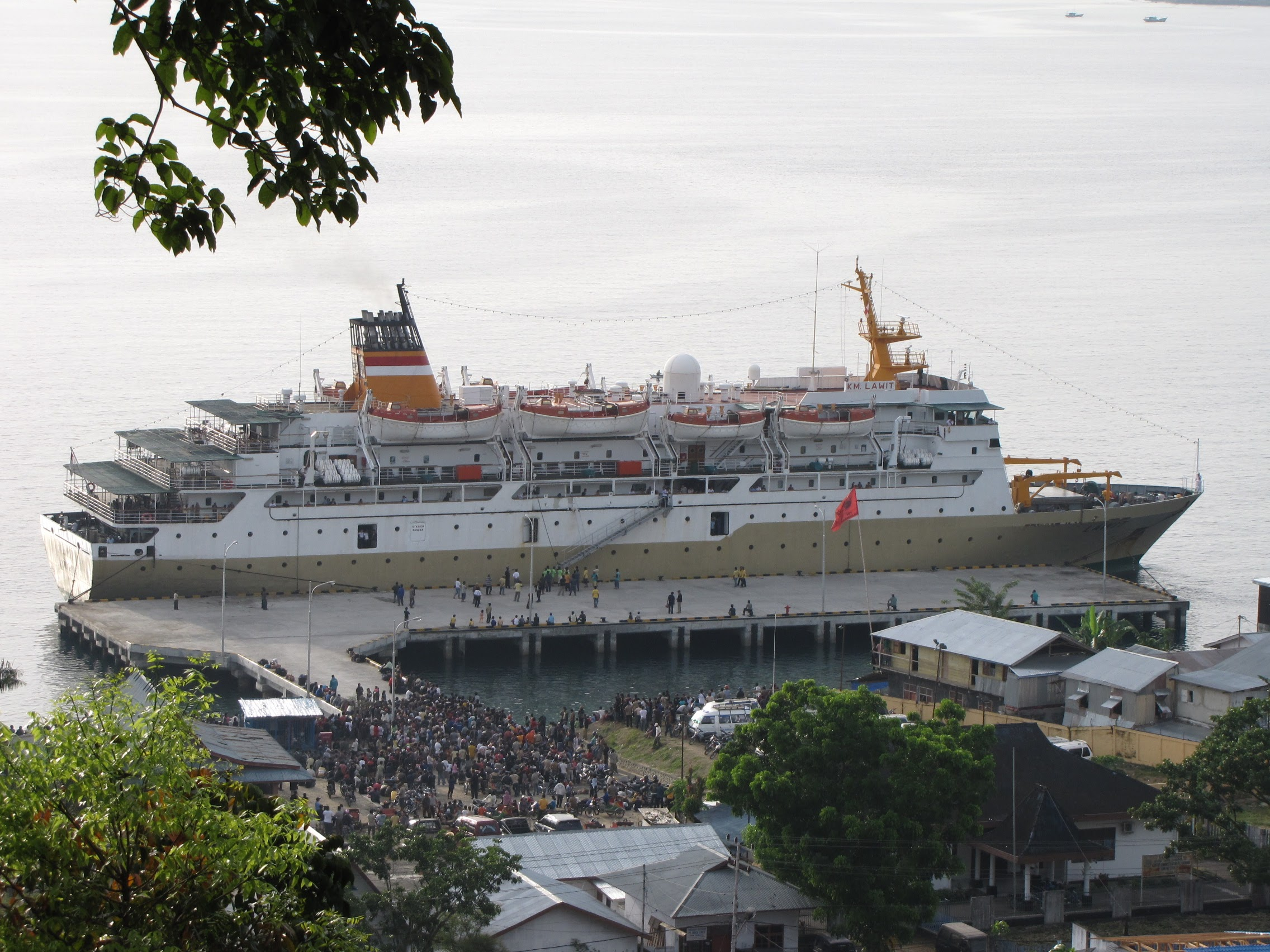
Die Lawit im Hafen von Pelabuhan Ratu

Die Lüftungs- und Klimaanlagen wurden für das tropische bzw. subtropische Klima Indonesiens ausgelegt. Die gesamte Technik wurde robust, für Dauerbetrieb und einfache Wartung konzipiert, um bei der harten Beanspruchung im täglichen Fährverkehr möglichst kurze Ausfallzeiten zu gewährleisten.
Je nach Ausbauvariante können die Schiffe zwischen 920 und 970 Passagiere an Bord transportieren. Die Schiffe verfügen über mehrere Klassen. So stehen unterschiedliche Kabinen für zwei bis acht Personen zur Verfügung. Daneben gibt es auf  jedem Schiff eine Economy Class, in der in großen Schlafsälen Liegen mit einer Matratzenauflage zur Verfügung stehen. Weitere Ausstattungsmerkmale der Schiffe sind Bordrestaurants, Caféterien, Kioske sowie teilweise Unterhaltungseinrichtungen wie Kinos. Ebenso befindet sich auf jedem Schiff eine kleine Moschee, womit der Bevölkerungsmehrzahl der Menschen muslimischen Glaubens in Indonesien Rechnung getragen wird.

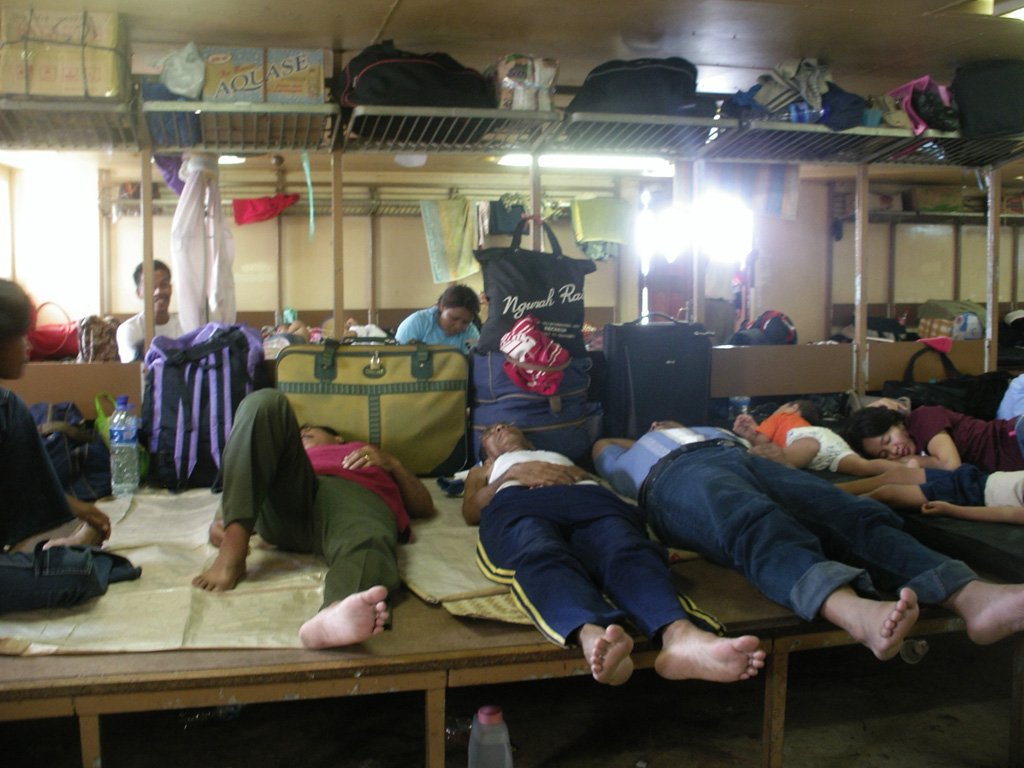
Economy Class an Bord der Awu

Die Bezeichnung Typ 1000 leitet sich von der Passagierkapazität von rund 1000 ab.

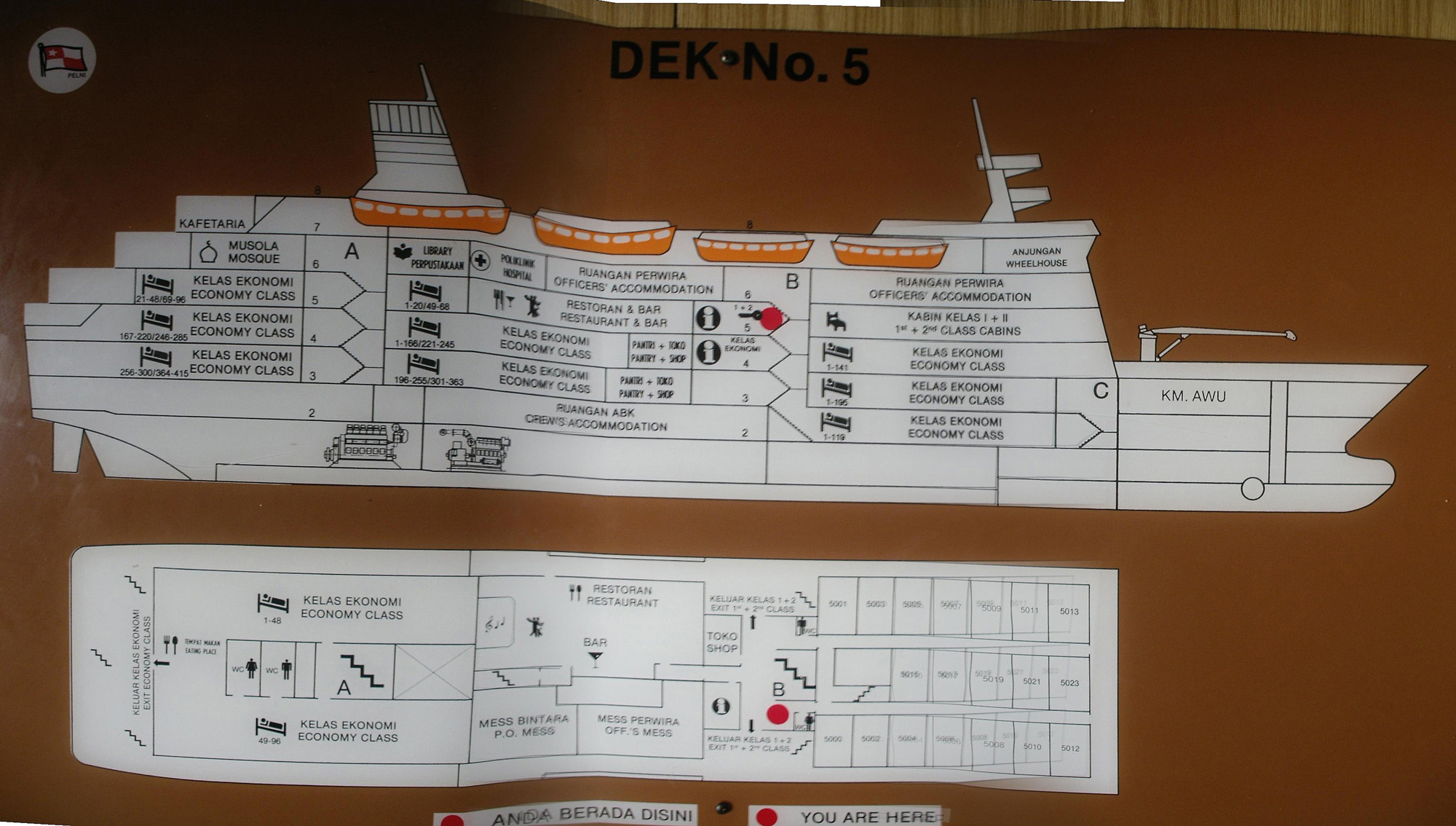
Plan der Awu

## Gebaute Einheiten
| Name         | Baujahr | Baunr. | Länge | Breite | Tiefgang | BRZ  | Leistung [kW] | Geschwindigkeit [kn] | Passagierzahl |
| ------------ | ------- | ------ | ----- | ------ | -------- | ---- | ------------- | -------------------- | ------------- |
| Kelimutu     | 1986    | 614    | 99,8  | 18,0   | 4,2      | 6022 | 2 × 1600      | 14                   | 920           |
| Lawit        | 1986    | 615    | 99,8  | 18,0   | 4,2      | 6022 | 2 × 1600      | 14                   | 920           |
| Tatamailau   | 1990    | 628    | 99,8  | 18,0   | 4,2      | 6041 | 2 × 1600      | 15                   | 960           |
| Sirimau      | 1991    | 629    | 99,8  | 18,0   | 4,2      | 6022 | 2 × 1600      | 15                   | 960           |
| Awu          | 1991    | 630    | 99,8  | 18,0   | 4,2      | 6041 | 2 × 1600      | 15                   | 960           |
| Leuser       | 1994    | 633    | 99,8  | 18,0   | 4,2      | 6041 | 2 × 1600      | 15                   | 970           |
| Binaiya      | 1994    | 634    | 99,8  | 18,0   | 4,2      | 6022 | 2 × 1600      | 15                   | 970           |
| Bukit Raya   | 1994    | 635    | 99,8  | 18,0   | 4,2      | 6022 | 2 × 1600      | 15                   | 970           |
| Tilongkabila | 1995    | 641    | 99,8  | 18,0   | 4,2      | 6022 | 2 × 1600      | 15                   | 970           |